# جيرد غروبر
جيرد غروبر (بالألمانية: Gerd Gruber)‏ هو لاعب هوكي الجليد نمساوي، ولد في 27 أبريل 1982 في غراتس في النمسا.

## وصلات خارجية
- جيرد غروبر على موقع EliteProspects.com (الإنجليزية)
- جيرد غروبر على موقع Eurohockey.com (الإنجليزية)
- جيرد غروبر على موقع HockeyDB.com (الإنجليزية)